# Księga robotów
Księga robotów – zbiór opowiadań Stanisława Lema. Po raz pierwszy wydany nakładem wydawnictwa Iskry w roku 1961.

## Lista opowiadań
- DZIENNIKI GWIAZDOWE IJONA TICHEGO
  - Przedmowa profesora Tarantogi
  - Podróż jedenasta
  - Podróż dwunasta
  - Podróż czternasta
  - Podróż dwudziesta druga
  - Podróż dwudziesta trzecia
  - Podróż dwudziesta czwarta
  - Podróż dwudziesta piąta

- ZE WSPOMNIEŃ IJONA TICHEGO
  - I - Profesor Corcoran
  - II - Profesor Decantor
  - III - Profesor Zazul
  - IV - Fizyk Molteris

- Formuła Lymphatera

- Terminus

## Opis opowiadań

### Podróż jedenasta
Tichy zostaje wezwany na spotkanie w sprawie kosmicznej wagi. Po przybyciu na miejsce podróżnik poznaje historię buntu komputera pokładowego statku kosmicznego Bożydar II, który osiadł na niezamieszkałej planecie Procyona (określanej jako Kareliria) i stworzył społeczeństwo robotów. Towarzystwo ubezpieczeń, z którego usług korzystał Bożydar II, podjęło próby rewindykacji robotów, które - mimo wysłania licznych agentów - spełzły na niczym. Tichy decyduje się pomóc w rozwiązaniu zagadki Karelirii.

### Podróż dwunasta
Pod wpływem opowieści profesora Tarantogi Tichy zdecyduje się polecić na planetę Amauropię. Na miejscu podróżnik spotyka Mikrocefali - istoty człekokształtne na niskim poziomie rozwoju. Korzystając z wynalazku Tarantogi, umożliwiającego spowolnienie lub przyspieszenie upływu czasu, Tichy obserwuje historię Mikrocefali od czasów prymitywnych plemion do powstania demokratycznego społeczeństwa.

### Podróż czternasta
Po lekturze pożyczonej od profesora Tarantogi książki Tichy decyduje się polecieć na planetę Enteropię i tam zapolować na kurdla. Przygotowując się do wyprawy, podróżnik poznaje historię zamieszkującej Enteropię cywilizacji Ardrytów; jego zainteresowanie wzbudza jeden z elementów ardryckiej kultury, jakim są sepulki.
Nawiązania do Podróży czternastej znajdują się w Wizji lokalnej Stanisława Lema.

### I - Profesor Corcoran
Ijon Tichy opowiada gronu osób historię spotkania z profesorem Corcoranem. Wzbudziwszy zaufanie uczonego, podróżnik zostaje przez niego zaproszony do laboratorium. Tam Tichy poznaje sekret profesora: stworzone przez niego mózgi elektronowe, przekonane o tym, że są żywymi i czującymi istotami.

### II - Profesor Decantor
Tichego odwiedza nieznajomy, który przedstawia mu się jako profesor Decantor, wynalazca duszy. W toku rozmowy Tichy zdaje sobie sprawę, że profesorowi udało się umieścić w krysztale świadomość człowieka, na wieczność pozbawioną kontaktu z jakimikolwiek bodźcami.

### III - Profesor Zazul
Tichy błądzi w lesie w trakcie burzy. Szukając schronienia, trafia do domu profesora Zazula. Gospodarz dzieli z gościem opowieścią o jego eksperymentach nad klonowaniem istot żywych.

### IV - Fizyk Molteris
Tichego odwiedza gość, przedstawiający się jako Molteris. Na oczach Tichego przeprowadza eksperyment, który udowadnia istnienie podróż w czasie. Wizyta fizyka miała na celu nakłonienie Tichego do sfinansowania dalszych prac nad wehikułem czasu. Tichy i Molteris wspólnie wpadają na pomysł: fizyk uda się trzydzieści lat w przyszłość, by poznać tożsamość osób, które wsparły finansowo Molterisa.

### Formuła Lymphatera
Bohater tytułowy - Ammon Lymphater - opowiada anonimowemu słuchaczowi historię swojego odkrycia. Lymphater, studiując cybernetykę i teorię informacji, zainteresował się fenomenem, w ramach którego owady (zwłaszcza mrówki) wydają się od razu posiadać niezbędną do życia wiedzę, instynkty itp. informacje. Owocem jego prac jest formuła, z pomocą której możliwe byłoby stworzenie istoty, będącej w stanie zdobyć natychmiastową wiedzę o wszechświecie.

### Terminus
Pirx obejmuje dowództwo statku kosmicznego. Na jego pokładzie odkrywa robota o imieniu Terminus, którego losy związane są z katastrofą, jakiej doznała lata temu załoga statku.

## Adaptacje
- Profesor Zazul (film telewizyjny z 1968 r. w reżyserii Marka Nowickiego i Jerzego Stawickiego) – na podstawie III - Profesor Zazul[11],
- Przypadek Ijona Tichego (spektakl Teatru Telewizji z 1999 r. w reżyserii Lecha Raczaka) – na podstawie I - Profesor Corcoran[12].